# San Rafaelito (Chiquitanía)
San Rafaelito ist eine Ortschaft im Departamento Santa Cruz im Tiefland des südamerikanischen Andenstaates Bolivien.

## Lage im Nahraum
San Rafaelito ist der sechstgrößte Ort des Kanton Santa Rosa de Roca im Municipio San Ignacio in der Provinz Velasco. Die Ortschaft liegt auf einer Höhe von 358 m im Oberlauf des Río Paraiso, der flussabwärts als Río San Martín in den Río Iténez mündet.

## Geographie
San Rafaelito liegt im bolivianischen Tiefland in der Region Chiquitanía, einer in weiten Teilen noch fast unberührten Landschaft zwischen Santa Cruz und der brasilianischen Grenze.
Das Klima der Region ist ein semi-humides Klima der warmen Tropen. Die monatlichen Durchschnittstemperaturen schwanken im Jahresverlauf nur geringfügig zwischen 21 °C im Juni/Juli und 26,5 °C im Oktober (siehe Klimadiagramm Concepción), wobei sie zwischen September und März fast konstant zwischen 25 und 26 °C liegen. Das Temperatur-Jahresmittel beträgt 24,3 °C.
Die jährliche Niederschlagsmenge liegt im langjährigen Mittel bei 1150 bis 1200 mm. Drei Viertel des Niederschlags fallen in der Feuchtezeit von September bis März, während in den ariden Monaten Juni bis August in der Trockenzeit weniger als 40 mm pro Monat fallen.

## Verkehrsnetz
San Rafaelito liegt in einer Entfernung von 443 Straßenkilometern nordöstlich von Santa Cruz, der Hauptstadt des Departamentos.
Von Santa Cruz aus führt die asphaltierte Nationalstraße Ruta 4 über 57 Kilometer in nördlicher Richtung über Warnes nach Montero. Wenige Kilometer nördlich von Montero trifft sie auf die Ruta 10, die über eine Strecke von 648 Kilometern nach Osten führt und die Ortschaften San Ramón, San Javier und Santa Rosa de Roca als Asphaltstraße durchquert. Auf den restlichen 370 Kilometern über San Ignacio de Velasco, San Vicente de la Frontera und San Bartolo de la Frontera bis zur Grenzstadt San Matías ist die Straße unbefestigt.
Zwei Kilometer östlich von Santa Rosa de Roca zweigt ein Seitenzweig der Ruta 10 in nördlicher Richtung nach Remanso im Ostzipfel des Departamento Beni ab und erreicht San Rafaelito nach 17 Kilometern.

## Bevölkerung
Die Einwohnerzahl der Ortschaft ist in dem Jahrzehnt zwischen den beiden letzten Volkszählungen um ein Fünftel zurückgegangen:
| Jahr | Einwohner         | Quelle       |
| ---- | ----------------- | ------------ |
| 1992 | keine Detaildaten | Volkszählung |
| 2001 | 257               | Volkszählung |
| 2012 | 210               | Volkszählung |
| 2024 |                   | Volkszählung |